# Homogyna pygmaea
Homogyna pygmaea là một loài bướm đêm thuộc họ Sesiidae. Nó được tìm thấy ở tây nam Arabia.